# Centralina
Centralina es un municipio brasileño del estado de Minas Gerais. Su población estimada en 2007 era de 10 219 habitantes.

## Historia
El fundador de la ciudad fue Nicolau Antônio, natural de la Sir-Eldânia, Siria, que nació el 2 de febrero de 1902 y falleció en 22 de abril de 1948, a los 46 años de edad.

## Turismo
El Municipio de Centralina es considerado "potencialmente turístico", por sus bellos paisajes a la orilla de los ríos Paranaíba y Piedad, con incontables construcciones y posadas a lo largo de sus costas. El río Paranaíba, con casi 4.000 km de extensión contiene un gran número de peces, justamente en el lugar que pasa por el Municipio de Centralina. La población ofrece a los visitantes varias formas de pasar de ocio.